# Phare de Tanguingui
Le phare de Tanguingui est un phare situé sur l'île de Tanguingui en mer de Visayan dans la province de Cebu, aux Philippines. 
Ce phare géré par le Maritime Safety Services Command (MSSC), service de la Garde côtière philippine (Philippine Coast Guard).

## Histoire
L'île de Tanguingui est une petite île inhabitée au nord-est de l'île de Panay, administrée par la municipalité de Carles. L'île fait partie de l'archipel des Islas Gigantes (en). C'est une île plate et sablonneuse.
Le phare a été mis en travaux en 1893, sous l'occupation espagnole. Il a été terminé et mis en service, en décembre 1903, par les américains.

## Description
C'est une tour octogonale en acier de 34,5 m de haut, avec lanterne et galerie. Le phare entier est blanc et il est érigé entre la maison du gardien d'un étage et d'autres bâtiments en ruines. Il émet, à une hauteur focale de 39 m, deux éclats blancs toutes les 5 secondes. Sa portée n'est pas connue.
Il est placé sur l'île de Tanguingui, au milieu de la mer de Visayan à environ 20 km au nord de Buntay Point à Bantayan et environ 100 km à l'est de l'île de Panay.
Identifiant : ARLHS : PHI-100 ; PCG-.... - Amirauté : F2296 - NGA : 14652 .
|                                |
| Localisation de Batayan (Cebu) |

### Lien connexe
- Liste des phares aux Philippines